# Частая Дубрава (Липецкая область)
Ча́стая Дубра́ва — село Липецкого района Липецкой области. Центр Частодубравского сельсовета.
В ревизских сказках отмечается, что Частая Дубрава была в 1835 году. Тогда она была в Сырской волости (см. Сырское). В 1837 году в селе был выстроен каменный Богоявленский храм.
Название происходит оттого, что селение расположено в дубраве, деревьев в которой очень много, то есть они расставлены часто.
В советское время здесь находился колхоз «Заветы Ильича» и самый производительный пчёлокомплекс в СССР.
В Частой Дубраве (вдоль восточной границы) по плотине проходит автодорога, связывающая поселковый центр с селом Крутые Хутора. Также недалеко от села — у деревни Ключики — находится исток реки Репец.

## Население
| 2010 | 2012  |
| ---- | ----- |
| 1821 | ↗2033 |

## Администрация
Глава администрации с 11 декабря 2020 года Сенина Екатерина Александровна 